# Jean Perdriau
Jean Perdriau   (Beaulieu-sur-Layon, 3 de desembre de 1746 - Chemillé, 1793) fou un dels líders de la Revolta de La Vendée.

## Biografia
És una de les primeres figures de l'aixecament de Vendée, al costat del seu amic Jacques Cathelineau.
El 13 de març de 1793, Jean Perdriau va prendre el comandament com a capità de la parròquia de la tropa que va sortir de La Poitevinière per atacar Jallais. Prop del château de la Brinière, tots els republicans foren fets presoners. Els insurgents es van apoderar del canó, que van anomenar el missioner.
Jean Perdriau serà assassinat durant la Guerres de Vendée, durant el gran xoc de l'església de Saint-Pierre de Chemillé, l'11 d'abril de 1793.
El seu retrat es troba en un vitrall del mestre fabricant de vidre Jean Clamens a l'església de Saint-Pavain de Le Pin-en-Mauges.

## Homenatge
El seu retrat es troba en un vitrall del mestre fabricant de vidre Jean Clamens a l'església de Saint-Pavain de Le Pin-en-Mauges.
Aquest antic caporal que esdevingué empleat de les gabelles, que tingué un paper important en l'aixecament de Vendée, té un carrer dedicat a Poitevinière. Com Cathelineau, Jean Perdriau va ser "un dels primers líders de la insurrecció al Pays des Mauges". Present durant el motí de Saint-Florent-le-Vieil el 12 de març de 1793, va comprendre l'aposta d'aquest esdeveniment i les seves conseqüències. L'endemà, des de Poitevinière va prendre el lideratge d'una petita banda armada que va marxar immediatament cap al castell de Jallais en poder d'una guarnició republicana.